# Políchni
Políchni (grec moderne : Πολίχνη) est une ancienne municipalité grecque du district régional de Thessalonique. En 2001, elle avait 36 146 habitants, et 39 332 en 2011.